# Turó de la Mala Cinglera
El Turó de la Mala Cinglera és una muntanya de 985 metres que es troba entre els municipis de Sora, a la comarca d'Osona i de les Llosses, a la comarca catalana del Ripollès.